# Alhassane Bangoura
Alhassane Bangoura, conosciuto anche come Lassane Bangoura o Lass Bangoura (Conakry, 30 marzo 1992), è un calciatore guineano, attaccante dell'UE Santa Coloma.

## Carriera

### Nazionale
Ha partecipato alla Coppa d'Africa nel 2012 e nel 2019.